# Alejandro Gómiz
Gómiz  Pérez est un nom espagnol. Le premier nom de famille, en général paternel, est Gómiz ; le second, en général maternel, souvent omis, est Pérez.
Alejandro Gómiz Pérez, né le 21 novembre 1997 à Almoradí, est un coureur cycliste espagnol. Il est membre de l'équipe Supez Froiz.

## Biographie
Poussé par son père, Alejandro Gómiz s'inscrit dès son plus jeune âge dans une école de cyclisme à Almoradí, sur ses terres natales,. Dans les catégories de jeunes, il remporte dix-huit courses scolaires et un championnat autonome chez les benjamins. Il s'impose ensuite à quatre reprises chez les cadets (moins de 17 ans). 
En 2015, il devient champion d'Espagne sur route juniors (moins de 19 ans). La même année, il participe au championnat du monde juniors de Richmond, où il se classe 44e et meilleur de la délégation espagnole. Il court ensuite dans le club Mutua Levante durant ses années espoirs (moins de 23 ans). Bon puncheur, rapide au sprint, il se distingue lors de l'année 2019 en obtenant cinq victoires. 
En 2020, il intègre la réserve de l'équipe Caja Rural-Seguros RGA. Après une saison perturbée par la pandémie de Covid-19, il ne parvient pas à décrocher un contrat professionnel. Il continue de courir chez les amateurs en 2021, sous les couleurs de Netllar Telecom-Alé en 2021. En 2022, il est recruté par le club galicien Super Froiz.

## Palmarès et résultats

### Palmarès sur route
- 2015
  -  Champion d'Espagne sur route juniors
  - 2e et 4e étapes du Tour de Pampelune
- 2016
  - Champion de la Communauté valencienne sur route espoirs
- 2018
  - 2e du Mémorial Manuel Sanroma
- 2019
  - Trofeo da Ascensión
  - Gran Premi Ciutat de Lliria
  - Subida Pilarica
  - 1re étape du Tour de Palencia
  - 4e étape du Tour de Valence
  - 3e du Trofeo Olías Industrial
- 2020
  - Trofeo Ayuntamiento de Zamora
- 2021
  - Critérium de Murcie
  - Trofeo Federación Madrileña
  - 3e du Tour de Guadalentín
- 2022
  - 2e du Trofeo Ayuntamiento de Zamora
- 2023
  - Critérium de Murcie

### Palmarès sur piste
- 2019
  - 3e du championnat d'Espagne de poursuite par équipes